# Алханай (національний парк)
Національний парк Алханай (рос. Национальный парк «Алханай», бур. Алхана) — природоохоронна територія на сході Росії у Забайкальському краї.

## Географічне положення
Національний парк «Алханай» знаходиться на території Дульдургінського району Агінського Бурятського округу Забайкальського краю за 28 км від селища Дульдурга і 200 км в південно-східному напрямку від міста Чита.
Поверхня в основному гориста. На північному заході розташований Інгодинський-Агінський вододіл, що складається з ряду паралельних гірських хребтів (Могойтуйський, Аргалейський і Хара-Басак). Південніше лежить велика хвиляста рівнина, яка називається Агінським степом. На півночі підносяться невисокі, покриті мішаним лісом гори. Із заходу Агінський степ оздоблює Алханайський гірський масив (відріг Могойтуйського хребта) з найвищою точкою округу (1 663 м).
Площа території національного парку «Алханай» дорівнює 141 997 га (площа заповідної зони — 19 919 га, особливої охоронної зони — 11 281 га, зони обслуговування відвідувачів — 110 га, зони господарсько-рекреаційний діяльності — 4450 га, зони пізнавального туризму — 73 877 га). Площа охоронної зони становить 10 535,5 га, зони традиційного господарського землекористування — 28 597 га. Охоронна (буферна) зона з обмеженим режимом природокористування була створена на прилеглих до зовнішніх кордонів парку ділянках землі шириною 500 м. Межі парку сформовані за басейновим принципом і містять територію басейну верхньої та середньої течії річки Іля — лівої притоки річки Онон, що впадає в річку Шилка (верхів'я Амура). На північному заході розташований Інгодинський-Агінський вододіл. Південніше лежить велика хвиляста рівнина, яка називається Агінським степом.
Межі парку проходять:
- на півночі — по Даурському хребті;
- на заході — в основному по Даурському хребті, на південному заході — по Борщовочному хребті;
- на півдні — в західній частині — по Борщовочному хребті, в середній і східній частинах — по вододільному хребту між річками Іля і Дульдурга;
- на сході — по автодорозі з твердим покриттям федерального значення Чита — Дарасун — Дульдурга — Монголія.

## Рослинний світ
Розподіл рослинності на території парку підпорядковане законам висотної поясності. Лісостеповий пояс, панівний біля підніжжя гірського масиву, змінюється лісовим поясом, а вище — кедровостланниково-модриновим рідколіссям підгольцевого поясу. Гольцевий пояс виражений слабо.
Переважними типами рослинних угруповань: є кедровостланниково-модринове рідколісся, модринові ліси з підліском з рододендрона даурського, змішані ліси (модриново-березові, тополево-березові), осокові болота, спільноти степової рослинності з різними асоціаціями, спільноти бур'янів, прируслові луки.

### Кедровостланниково-модринове рідколісся

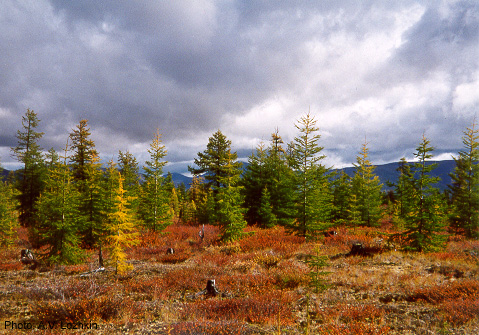
Модрина даурська

Велику цікавість представляє кедровостланниково-модринове рідколісся гір. Тут рослинність має пригнічений вигляд. Так модрина даурська досягає висоти 2 м, має стягоподібну форму крони у напрямку панівних північно-західних вітрів; кедровий стланник має висоту не більше 50 см; малина сахалінська — до 7—10 см; горобина сибірська — до 25—35 см. Тундрова рослинність відсутня. Верхня межа лісу утворена кедровостланниково-модриновими прогалинами. По кам'янистих розсипах зустрічаються ялівець сибірський, шикша голоарктична.

### Модринові ліси

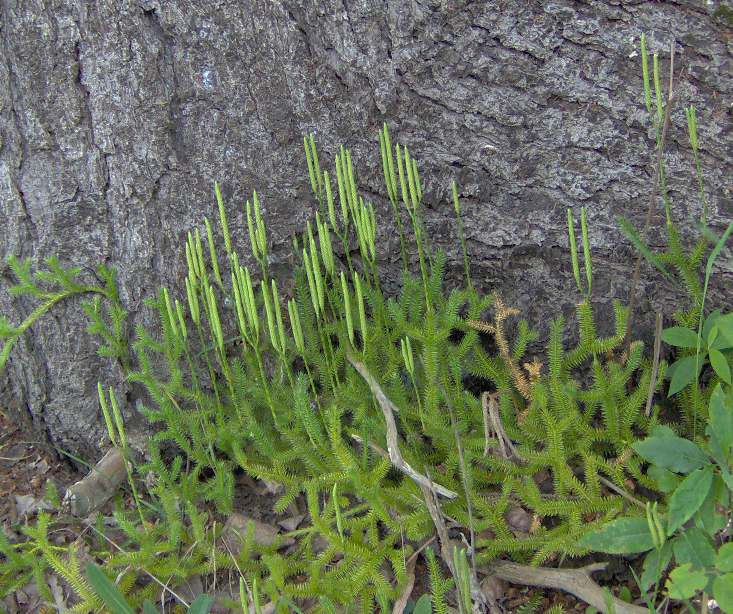
Плаун булавовидний

Кедровостланниково-модринові прогалини поступово переходять у співтовариства модринових лісів. В межах займаної модриновими спільнотами площ зустрічаються кедровники. Їхня присутність на даній території є унікальним. Кедрові ліси, що зустрічаються по схилах на висоті близько 1400 м над рівнем моря, взагалі не характерні для цього регіону. Вік дерев у кедрових лісах досягає 150—180 років, висота 18—20 м. На північно-західному схилі р. Дибикса зустрічаються окремі екземпляри ялини сибірської і ялиці. У підліску переважає вільха чагарникова, рододендрон даурський, зустрічаються береза чагарникова, верба, горобина. Місцями трапляються ягідники (лохина, брусниця). Ближче до кордону широко поширені плаун булавовидний, ліннея північна, що утворюють суцільний трав'яний покрив.
На кам'янистих схилах місцями зустрічаються цибуля алтайська, ревінь компактний, астрагал перетинчастий з високою щільністю популяцій. Модринові ліси змінюються змішаними лісами. У світлових плямах видове різноманіття дещо зростає. З'являються різні види зозулинцевих: черевички, гніздоцвітка клобучкова, бровник.

### Степова зона
Ділянки степової рослинності незначні, вони займають невеликі площі і в більшості своїй присвячені підгірним шлейфам південних, південно-східних і південно-західних схилів.

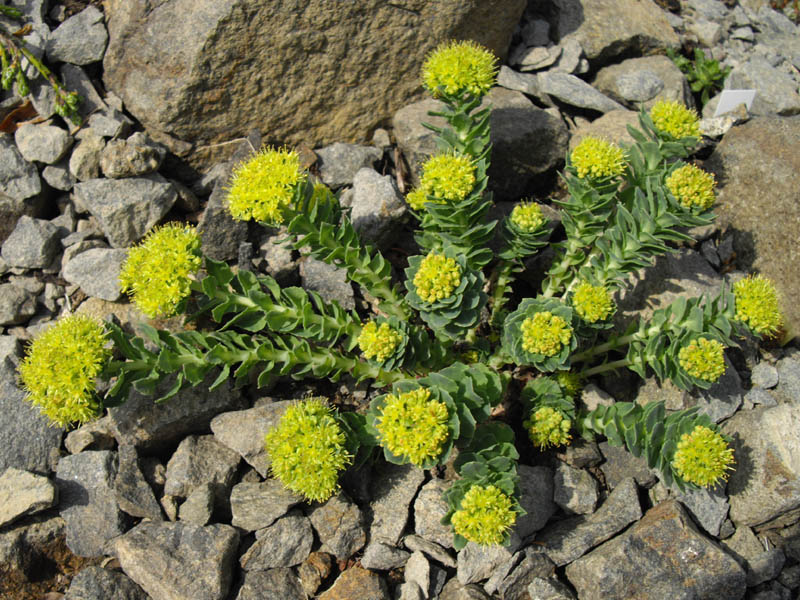
Родіола жовта

До підніжжя гори Алханай з південно-східної сторони примикають степові ділянки з сильно зміненим під пресом пасовищного навантаження і антропогенного впливу видовим складом. Степові співтовариства представлені стопоподібноосоковими степами. Місцями відмічаються ділянки нитьолистових, ковилових і тонконогових степів, що відновлюються на місці колись розораних ділянок. Попадається багато бур'янів. Уздовж кордону березово-тополевий лісів тягнуться лугові різнотравно-осокові степи, що переходять в прируслові луки. Зустрічається багато кормових і лікарських рослин. Всього на території парку за результатами польових досліджень лише одного 1996 року виявлено понад 340 видів рослин, близько 180 видів з них знаходить застосування в офіційній і народній, в тому числі тибетській медицині: родіола рожева, астрагал перетинчастий, шоломниця байкальська, ревінь компактний, лофант китайський, вздутоплітник сибірський і багато інших. Насправді, кількість видів рослин значно більше і за оцінками фахівців-ботаніків має бути не менше 700 видів.

### Рідкісні і ендемічні види рослин
В Червону Книгу Росії внесені черевичок великоквітковий, черевичок плямистий, лілія пенсильванська і цибуля алтайська.
У складі флори території зареєстровано близько 20 видів, що потребують охорони: цибуля алтайська, барбарис сибірський, що зустрічається одиничними екземплярами на кам'янистих розсипах (околиці скелі «Храм-Ворота»); черевичок великоквітковий, черевичок справжній і особливо латаття чотирикутне.

## Тваринний світ
Тваринний світ Алханая багатий, різноманітний і ще не вивчений ґрунтовно. У загальній пояснювальній записці еколого-економічного обґрунтування при організації національного парку вченими було зафіксовано понад 120 видів хребетних тварин, представників 4 класів. З них — 95 птахів, 23 — ссавців, 4 — плазунів, 2 — земноводних. Вчені виявили 4 види рептилій — живородну ящірку, візерункового полоза, гадюку і щитомордника. Ящірки зустрічаються по берегах струмків, в зоні відпочинку. Розмір дорослих особин досягає 10 сантиметрів. Змій в зоні відпочинку немає. Вони зустрічаються по долині річки Дульдурга. Мабуть, зимують у південних, кам'янистих і крутих, відрогах гір.

### Птахи
Взимку часто зустрічається лісова кукша. На сухостійних деревах постукують дятли. Їх тут кілька видів: строкатий, чорний і сизий. У гаях зустрічаються рябчики. Це найбільш популярні мешканці цих лісів, а на відкритих ділянках, особливо по краях полів, багато куріпок.

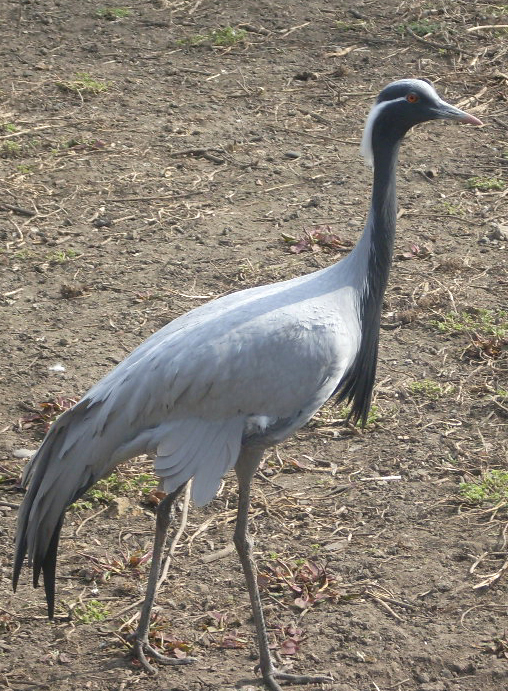
Журавель степовий

На степових ділянках можна побачити безліч зябликів. Алханай і взагалі хвойно-модринові ліси — місце проживання глухарів, кедровок і інших пернатих. В останні роки стає більше тетеруків. По краях березових гаїв і на гірських сідловинах, в квітні, часто можна почути їхнє шлюбне «улюлюкання». Стали з'являтися хижі птахи — орел, лунь, сапсан і інші.
По долинах річки Дульдурга постійно кружляють шуліки. Зимують круки і ворони, сороки. Із совиних можна побачити пугача, сову, сича. Галки з'являються до середини квітня.
Мешкає також безліч болотних птахів. Найяскравіші представники з них — це журавлі степові, чорні лелеки, качки, турпани і кілька видів куликів. Місцевість Урей з мальовничими озерами стала місцем, де сідають на відпочинок перелітні лебеді, гуси тощо.

### Ссавці
В лісових масивах часто зустрічаються бурундуки, в розсипах — кам'яні хом'яки, дрібні гризуни. На степових ділянках водяться тхори, ховрахи, миші-полівки і так далі. У водоймах зустрічається ондатра.

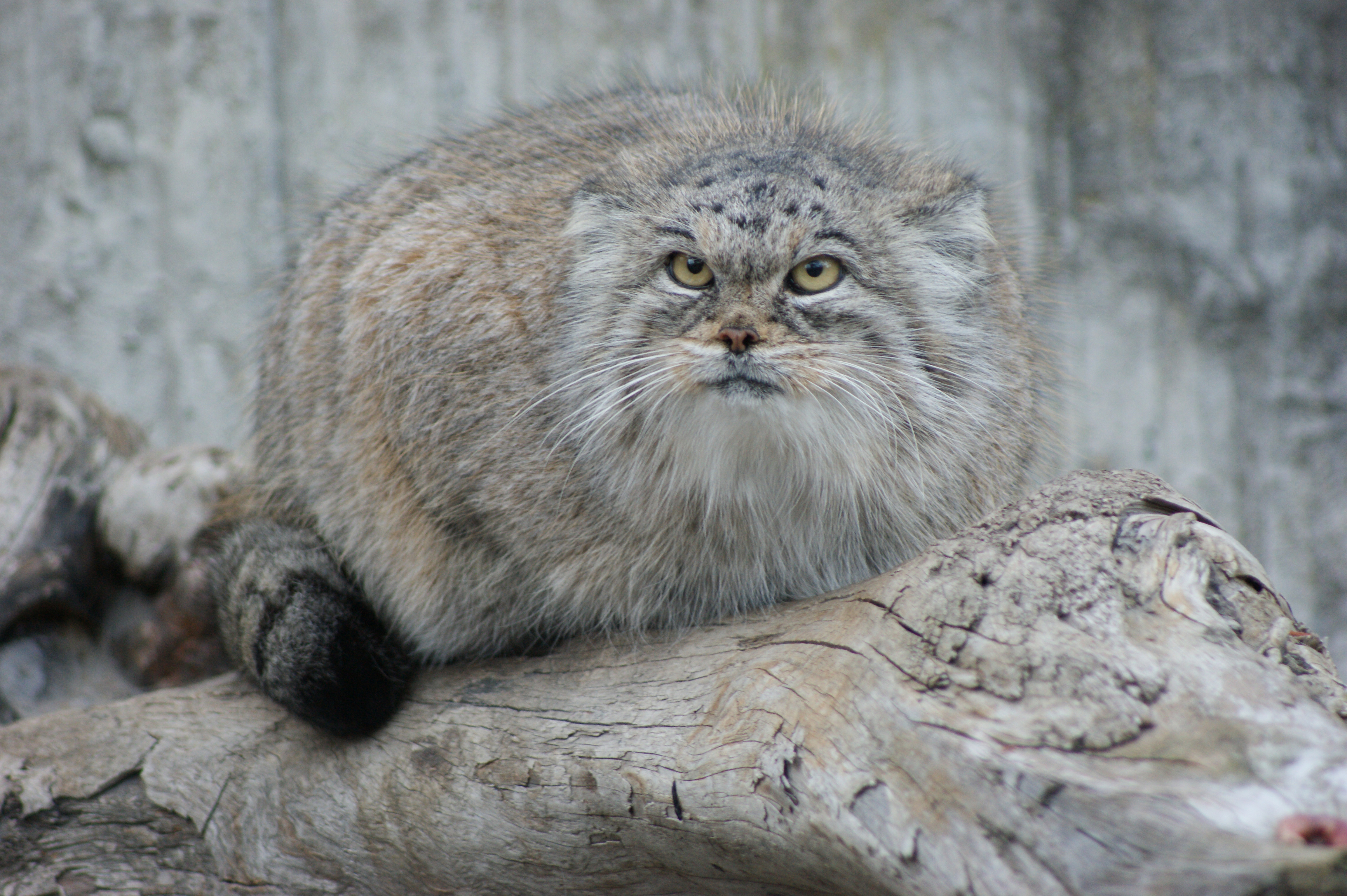
Манул

Відомо, що в 1954 р були завезені особини чорного дрібнохутрового хабаровського соболя, які були випущені в районі останця Зурхен-Шулуун. У наступні роки мисливцям нерідко вдавалося добути красиві шкурки соболів. Їжа соболя характеризується надзвичайним різноманіттям. Він переслідує і поїдає практично всіх лісових мешканців, що поступаються йому в розмірі і силі.
У тайгових нетрях живе росомаха, дуже хитрий і обережний хижак. Зустрічається і рись. Рись веде прихований спосіб життя, що ускладнює спостереження за нею, полює на зайців, дрібних гризунів і лісових птахів. Звичайно, є в лісі і лисиці, і вовки. Також були відзначені єнот уссурійський, очеретяний кіт, манул, ховрах монгольський, вепр.
Найбільший хижий звір Алханоя — бурий ведмідь. Чисельність точно не встановлена, але ведмідь і його сліди часто трапляються косарям і ягідникам. Ведмідь всеїдна тварина, в його раціоні переважають рослинні корми.
У Алханайській тайзі водиться лось — найбільший представник парнокопитих, що мешкають у Сибіру. Також тут зустрічається олень благородний, сарна, кабарга.